# Ana Colovic Lesoska

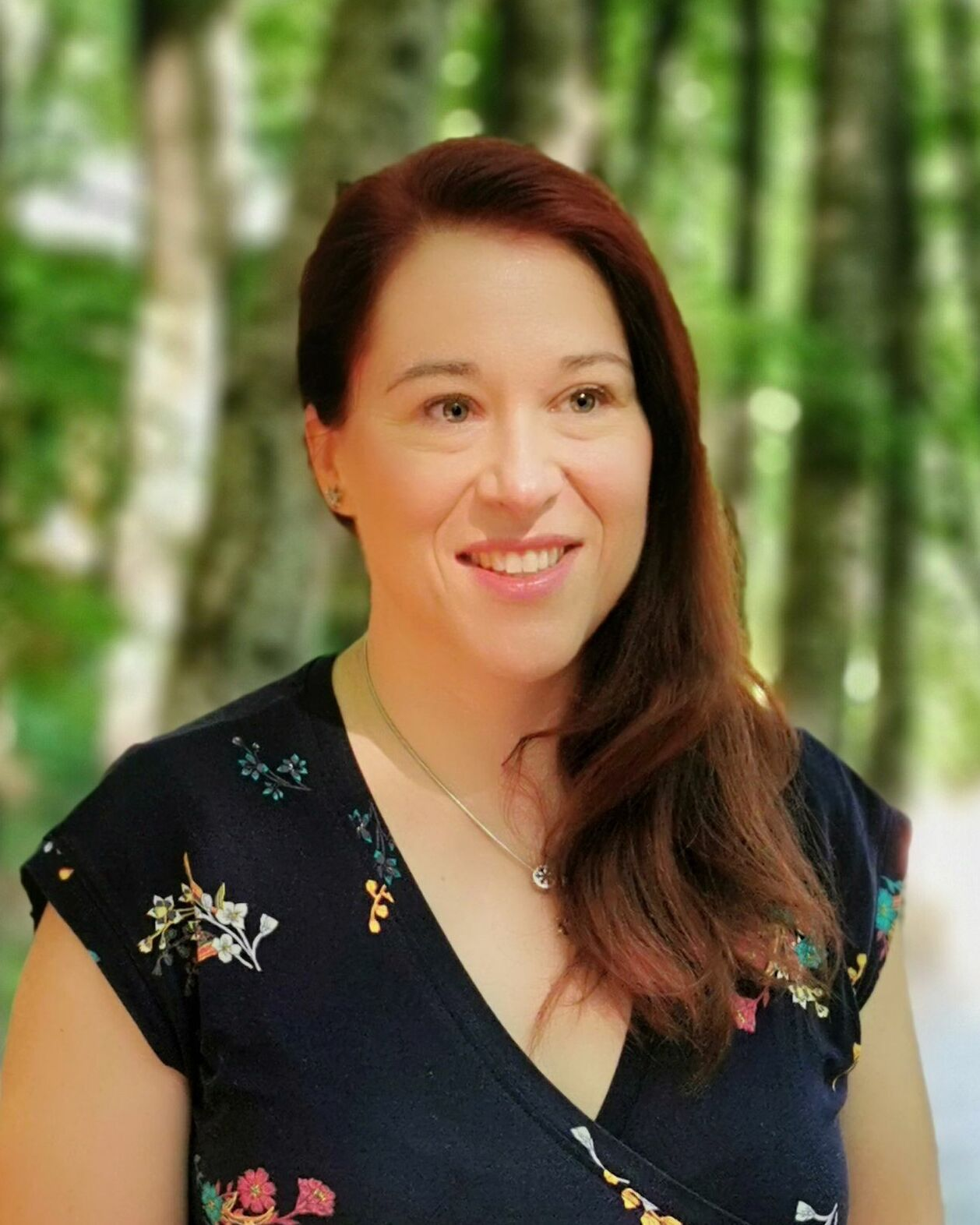
Ana Čolović Lešoska (2022)

Ana Colovic Lesoska (nascida por volta de 1979) é uma bióloga macedónia que desde 2011 faz campanha contra a construção de barragens para a produção de energia hidroelétrica no Parque Nacional de Mavrovo, a fim de proteger espécies ameaçadas, incluindo o lince dos Balcãs. Isso levou à retirada de empréstimos do Banco Mundial e do Banco Europeu de Reconstrução e Desenvolvimento (BERD), convencendo o governo da Macedónia do Norte a suspender os trabalhos de construção de barragens no parque nacional. Em reconhecimento pelos seus esforços, em abril de 2019 ela foi um dos seis ambientalistas a receber o Prémio Ambiental Goldman.
Colovic Lesoska, uma bióloga, ouviu falar sobre os planos para criar usinas hidroelétricas em Mavrovo em 2010. Eles incluíam a barragem Boškov Most de 33 metros de altura e a barragem Lukovo Pole de 70 metros de altura. Como directora executiva da Eko-svest, um centro de pesquisa ambiental da Macedónia, em colaboração com outras ONGs e activistas, ela lançou a campanha "Salve Mavrovo". Em novembro de 2011, ela registou uma reclamação no ERBD, explicando que eles haviam aprovado um empréstimo para o projecto Boškov Most sem realizar a avaliação de biodiversidade necessária. Ela encorajou os embaixadores de países com representantes no conselho do BERD a pressionarem pelo fim do financiamento. Uma petição que ela lançou instando o governo, a ERBD e o Banco Mundial a encerrar os projectos foi apoiada por quase 100.000 assinaturas.
Em 2013, ela apresentou uma queixa à Convenção de Berna sobre a Conservação da Vida Selvagem e Habitats Naturais Europeus, explicando que o projecto hidroelétrico Boškov Most "poderia ter um impacto negativo decisivo sobre o lince". Em dezembro de 2015, a Convenção de Berna ordenou que a ERBD e o Banco Mundial suspendessem o financiamento, pois o projecto poderia ter "um impacto negativo decisivo sobre o lince". O Banco Mundial retirou imediatamente o financiamento e, em maio seguinte, deu-se a decisão do tribunal para anular a licença ambiental para o projeto Boškov Most. Em janeiro de 2017, o BERD cancelou o financiamento.
Em reconhecimento por essas conquistas, em abril de 2019 Ana Colovic Lesoska recebeu o Prémio Ambiental Goldman. Foi a primeira vez que o prémio foi concedido a uma pessoa da Macedónia do Norte.